# Sala (pomieszczenie)

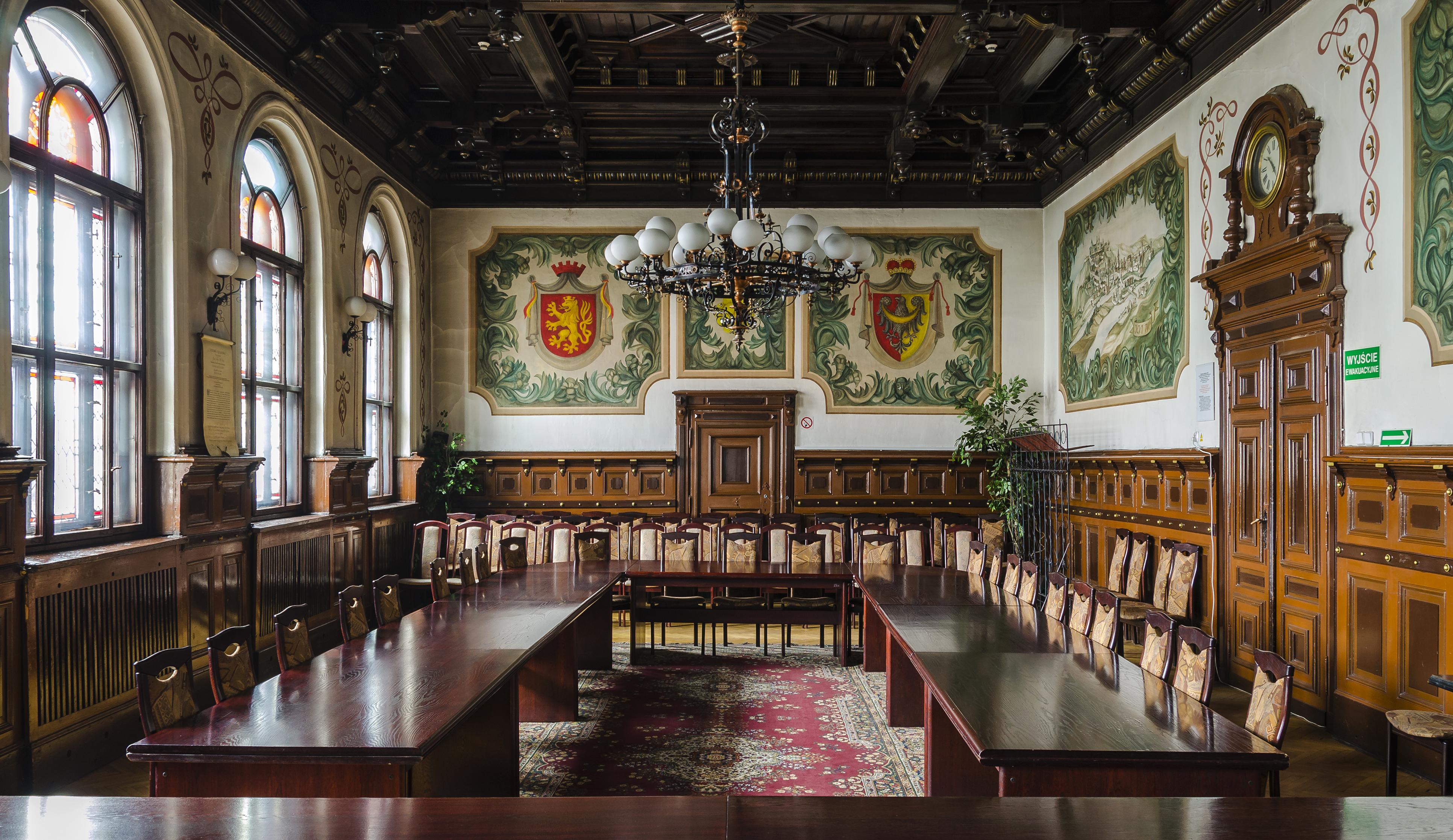
Sala Rajców w ratuszu w Kłodzku

Sala (fr. sale) – duże, najczęściej reprezentacyjne pomieszczenie w budownictwie świeckim.
Sala w epokach architektonicznych była zdobiona bogatym wystrojem i zgodnie z ich przeznaczeniem nazywana: jadalną, biblioteczną, balową, tronową etc. lub zależnie od wystroju, np. zwierciadlaną, kolumnową itp.